# Аркуш Олесь
Олесь Аркуш (*28 травня 1960) — білоруський поет, есеїст, видавець.

## Біографія
Народився у місті Жодино, Мінської області. Закінчив Жодинський політехнічний технікум і Білоруський державний економічний університет. Літературний псевдонім — Олесь Аркуш, взяв у 1984 році. З 1987 року живе у Полоцьку. Входив до літературного товариства «Тутешні». З 1989 видавав літературний альманах «Білоруський ксерокс». У 1993 році створив Товариство Вільних Літераторів і видавничу спілку «Полоцька ляда». Видавець і головний редактор літературного альманаху «Колосся». Голова організаційного комітету літературної премії Глиняний Велес. Одружений з Тетяною Козик, виховують двох синів.

## Творчість
Пише вірші, прозу, есеїстику, критичні статті. Автор близько десяти збірок поезії і трьох збірників есеїстики «Випробування розвитком» (2000), «Осколки великого малюнку» (2007), «Брызгалаўка» (разом з Борисом Козиком, 2009), роману «Палімпсэст» (2012), «Мясцовы час» (2014), «Захоп Беларусі марсіянамі» (2016), «Сядзіба» (2017), «Спадчына» (2018). Автор тексту гімну міста Полоцька і пісень, ряду рок-гуртів: «Місцевий час», «RIMA». Один з авторів тижневика «Наша Ніва», часописів «ARCHE Пачатак» та «Дзеяслоў».
Олесь Аркуш є членом білоруського ПЕН-центру. Друкувався у польських часописах: «Kartki» (Білосток), «Czas Kultury» (Познань) і «Borussia» (Ольштин).

## Публікації
- Сторінка у Камунікаце | [Архівовано 10 серпня 2014 у Wayback Machine.] Kamunikat.org
- Музичний роман від автора «Нашої окраїни» | Тузін Гітоў  [Архівовано 22 травня 2013 у Wayback Machine.]
- Олесь Аркуш написав музичний роман, або Несподівана презентація | Naviny.by [Архівовано 23 липня 2014 у Wayback Machine.]
- Олесь Аркуш нарешті відвідав столицю | Будзьма разам!  [Архівовано 26 липня 2014 у Wayback Machine.]
- Олесь Аркуш: «Білоруській провінції потрібні сучасні міфи» | Будзьма разам!  [Архівовано 26 липня 2014 у Wayback Machine.]
- Літературна премія з самого центру Європи | Будзьма разам! [Архівовано 19 листопада 2012 у Wayback Machine.]